# Johan Mauritz Nordenstam
Johan Mauritz Nordenstam (né le 21 septembre 1802 à Stockholm – mort le 8 juin 1882 à Helsinki, Grand-duché de Finlande) est un noble finlandais et un général servant dans l'armée russe,.

## Carrière
En 1818, il entre au  corps des cadets de Finlande à Haapaniemi (fi) puis à Hamina et le 2 février 1823 il est nommé lieutenant d'infanterie.
De 1858 à 1882, il est  vice-président de la commission économique du Sénat de Finlande, soit plus longtemps que tout autre : la mission est comparable à celle de l'actuel Premier ministre de Finlande. De 1847 à 1858, il est gouverneur du gouvernement de Nyland, et de 1847 à 1855, il est vice-chancelier de l'Université impériale d'Alexandre.